# 154
154（百五十四、一五四、ひゃくごじゅうよん、ひゃくごじゅうし）は自然数、また整数において、153の次で155の前の数である。

## 性質
- 154は合成数であり、約数は 1, 2, 7, 11, 14, 22, 77 と 154 である。
  - 約数の和は288。
- 12番目の楔数である。1つ前は138、次は165。
- n = 154 のときの n! + 1 で表せる 154! + 1 は11番目の階乗素数である。1つ前は116、次は320。(オンライン整数列大辞典の数列 A002981)
- 1/154 = 0.0064935… (下線部は循環節で長さは6)
  - 逆数が循環小数になる数で循環節が6になる27番目の数である。1つ前は143、次は156。
- π(900) = 154 (ただしπ(x)は素数計数関数)
  - 900までの素数は154個ある。1つ前の800までは139、次の1000までは168。(オンライン整数列大辞典の数列 A028505)
- 各位の和が10になる15番目の数である。1つ前は145、次は163。
- 各位の積が各位の和の2倍になる6番目の数である。1つ前は145、次は183。(オンライン整数列大辞典の数列 A062034)
- 154 = 12 + 32 + 122 = 32 + 82 + 92
  - 3つの平方数の和2通りで表せる35番目の数である。1つ前は152、次は155。(オンライン整数列大辞典の数列 A025322)
  - 異なる3つの平方数の和2通りで表せる19番目の数である。1つ前は150、次は155。(オンライン整数列大辞典の数列 A025340)
  - 154 = 32 + 82 + 92
    - n = 2 のときの 3n + 8n + 9n の値とみたとき1つ前は20、次は1268。(オンライン整数列大辞典の数列 A074560)
- 154 = 13 + 13 + 33 + 53
  - 4つの正の数の立方数の和で表せる33番目の数である。1つ前は149、次は156。(オンライン整数列大辞典の数列 A003327)
- 3桁以上の数で最大桁と最小桁で作る数で元の数を割り切れる13番目の数である。1つ前は150、次は160。(オンライン整数列大辞典の数列 A108343)
例．154 ÷ 14 = 11
  - 15…54 の形の数はすべて14の倍数である。(例．15…54 = 11…11 × 14)
- n = 154 のとき n と n − 1 を並べた数を作ると素数になる。n と n − 1 を並べた数が素数になる18番目の数である。1つ前は148、次は160。(オンライン整数列大辞典の数列 A054211)
- 154 = 0! + 1! + 2! + 3! + 4! + 5!
  - 0からの連続階乗和とみたとき1つ前は34、次は874。(オンライン整数列大辞典の数列 A003422)

## その他154に関連すること
- 西暦154年
- 年始から数えて154日目は6月3日、閏年は6月2日。
- 第154代ローマ教皇はステファヌス9世（在位：1057年8月2日～1058年3月29日）である。
- 154 (アルバム) - イギリスのポストパンクバンド、ワイヤーの3rdアルバムのタイトル。
- 154 × 10−2 = 1.54
  - オイラーの公式から導き出される cos z = eiz + e−iz/2 に虚数 i を代入するとその値は実数になり1.54はその近似値である。(オンライン整数列大辞典の数列 A073743)
- Tu-154 (航空機) - ソビエト連邦で製造、運用されていた旅客機。